# Platyctenida
Los platicténidos (Platyctenida) son un grupo de ctenóforos muy particular debido a su hábitat bentónico. Miden hasta 15 cm, y por lo general, viven sobre rocas, algas, coral blando o en la superficie corporal de otros invertebrados, como el género Coeloplana que habita sobre ciertas especies de equinodermos y cnidarios. Tienden a ser ectosimbióticos con los organismos en los que viven. A menudo se reconocen por sus largos tentáculos con muchas ramas laterales, las cuales se ven desde la parte posterior del animal y en dirección hacia la corriente.

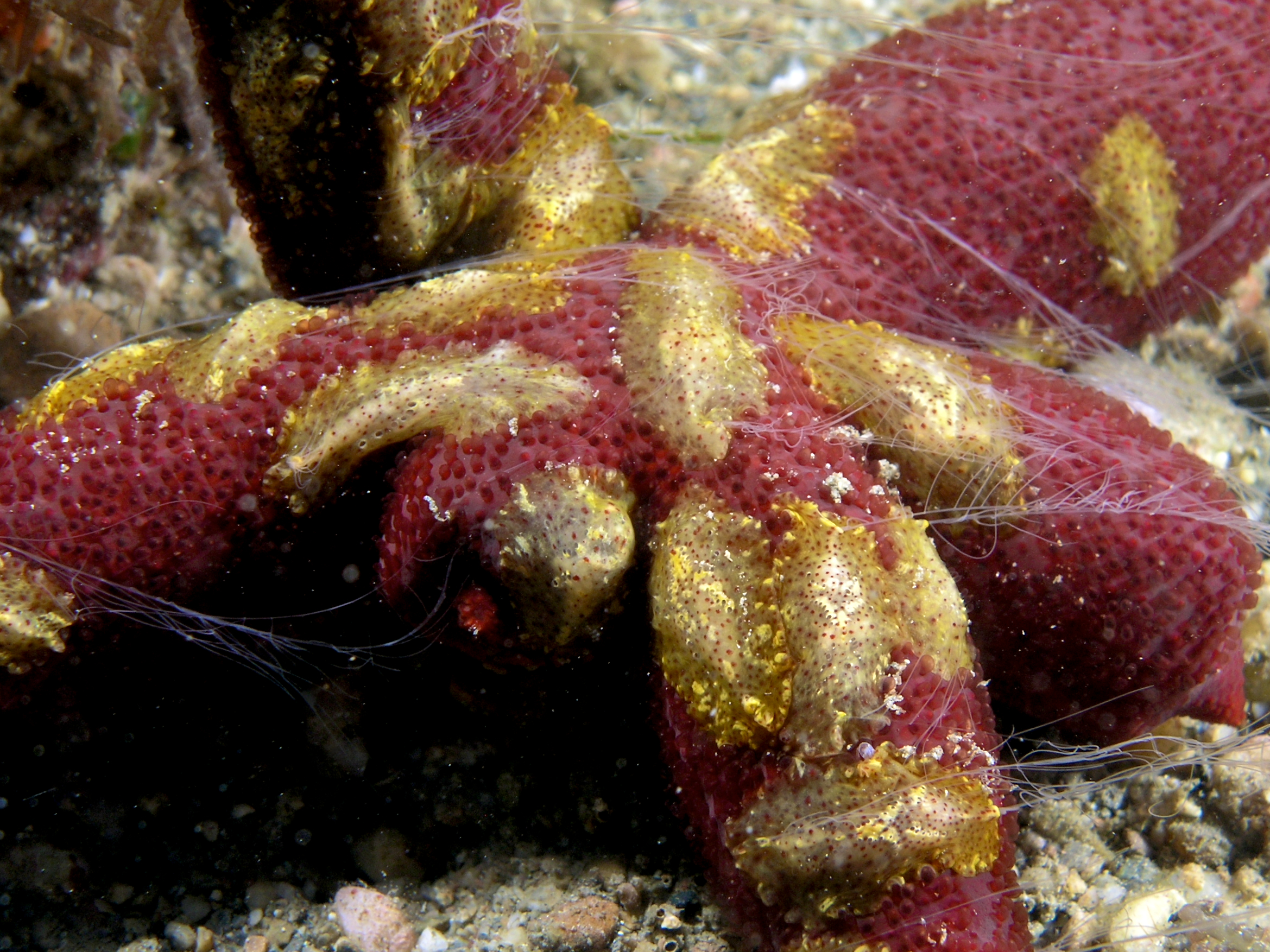
Coeloplana astericola sobre una estrella de mar.

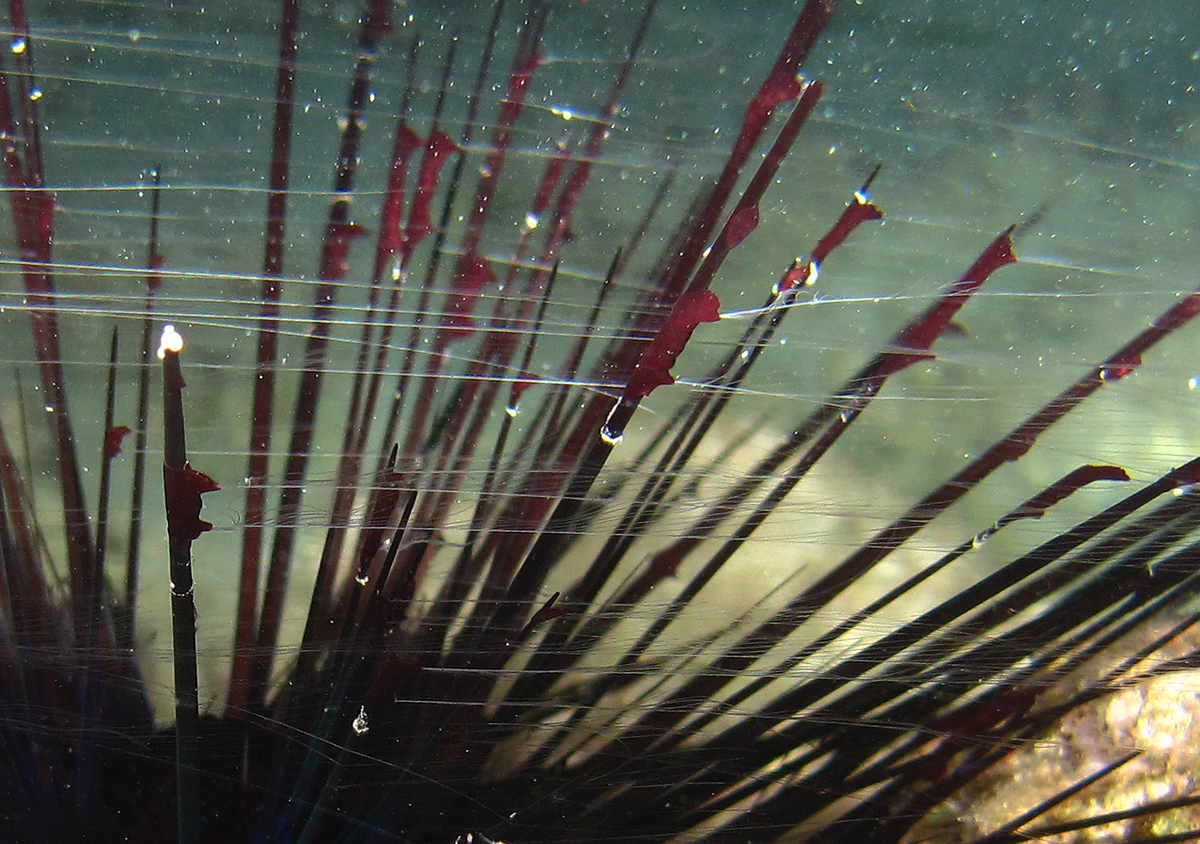
Coeloplana bannwarthi sobre un erizo de mar.

Tienen el cuerpo algo aplanado dorsoventralmente y secundariamente puede haber simetría bilateral. Los platicténidos se parecen mucho a los nudibranquios o platelmintos y con frecuencia se les confunde con ellos. Todas las especies menos una, carecen de las hileras ciliadas de peine que distinguen a los ctenóforos, pero sí poseen el par de tentáculos que llevan las tentillas y los coloblastos adhesivos. También caracteriza al phylum los poros a lo largo de la superficie dorsal. Se adhieren y arrastran sobre las superficies al evertir la faringe y usarla como un "pie" muscular.
Platyctenida es considerado un grupo filogenéticamente joven y se cree que derivan de una forma ancestral del orden Cydippida.